# Manhattan (jeu)
Pour les articles homonymes, voir Manhattan (homonymie).
Manhattan est un jeu de société créé par Andreas Seyfarth en 1994 et édité en France par Ludodélire. Le jeu est ré-édité en 2018 par Act In Games en langue française et continue à être édité en langue allemande ou anglaise.
Pour 2 à 4 joueurs (4 est préférable), à partir de 8 ans. Compter 30 à 45 minutes.
Le jeu a connu et connaît toujours un grand succès du fait de la simplicité de ses règles et de son caractère très interactif.

## Principe général
Sur six villes, les joueurs construisent des étages de buildings dans le but de marquer des points. On joue autant de manches que de joueurs.

## Règle du jeu

### Matériel
- un plan de jeu représentant six villes sous la forme de grilles 3x3
- chaque joueur dispose de 24 morceaux de bâtiments, de 1 à 4 étages.
- un paquet de cartes indiquant sur lequel des neuf emplacements les joueurs peuvent poser un de leurs bâtiments
- quatre pions pour marquer les scores

### Mise en place
Au début de la partie, chaque ville est vide. Les joueurs reçoivent 4 cartes de construction. Le reste des cartes forme une pioche.
Au début de chaque manche, les joueurs, en commençant par le premier joueur de la manche, choisissent les bâtiments qu'ils vont construire. À quatre joueur, chacun joue six bâtiments par manche.

### But du jeu
Cumuler le plus de points à l'issue de toutes les manches. À la fin d'une manche chacun marque :
- 1 point pour tout bâtiment dont il possède le sommet
- 2 points pour toute ville où il est seul majoritaire
- 3 points s'il possède seul la plus haute tour du jeu

### Déroulement
À son tour, le joueur pose une carte et construit un bâtiment sur une des six villes à son choix, à l'emplacement indiqué par la carte. Il peut construire :
- sur un emplacement libre
- sur un emplacement déjà occupé à condition d'y avoir, après la pose de son morceau de bâtiment, au moins autant d'étages que le joueur qui en possédait le plus auparavant.

### Fin de partie et vainqueur
À la fin, le vainqueur est celui qui a le plus de points.

## Variantes
Il existe de nombreuses variantes dont la plus célèbre, Godzilla, met en jeu un monstre qui détruit les bâtiments.
La nouvelle édition 2018 d'Act In Games propose une variante avancée sous la forme de 10 cartes proposant l'ajout d'une quatrième façon de marquer des points à la fin de chaque manche.

## Récompense
- Spiel des Jahres  1994